# Crash the System
Crash the System ist ein 2008 gegründetes zweiköpfiges schwedisches Hard-Rock-Projekt aus Stockholm bestehend aus Daniel Flores (The Murder of My Sweet) und Sören Kronqvist.
Die Band steht bei Frontiers Records unter Vertrag und veröffentlichte ihr Debütalbum The Crowning im Jahr 2009.
Seit ihrer Gründung spielt die Band bereits mit mehreren bekannten Musikern. Darunter sind Angelica Rylin, Daniel Palmqvist, Johan Niemann, Andreas Lindahl (allesamt The Murder of My Sweet), Mats Levén (Therion), Thomas Vikström (Candlemass), Göran Edman (Yngwie Malmsteen, John Norum, Brazen Abbot), Björn Jansson (Ride the Sky) und Manuel „Mano“ Lewys (Machinery, Elwood).

## Diskografie
- 2009: The Crowning (Album, Frontiers Records)